# Ulf Strandmark
Ulf Erlandsson Strandmark, född den 23 december 1935 i Umeå, död den 29 augusti 2006 i Mölle, Brunnby församling, var en svensk jurist. Han var son till Erland Strandmark. 
Strandmark avlade juris kandidatexamen vid Lunds universitet 1963. Han genomförde tingstjänstgöring 1963–1965 och var biträdande jurist i advokatfirman Lagerlöf i Stockholm 1965–1966 och i Hallströms advokatbyrå i Umeå 1967–1971. Strandmark bedrev egen advokatverksamhet i Malmö från 1972 och var delägare i handelsbolaget Advokaterna Strandmark & Partner från 1991. Han var styrelseledamot i Sveriges advokatsamfund 1982–1988 och ordförande i dess södra avdelning 1988–1992. Strandmark var kapten i reserven. Han är gravsatt i minneslunden på Brunnby kyrkogård.